# Monopsis acrodon
Monopsis acrodon är en klockväxtart som beskrevs av Franz Elfried Wimmer. Monopsis acrodon ingår i släktet Monopsis och familjen klockväxter. Inga underarter finns listade i Catalogue of Life.